# Lijst van golfbanen in de Verenigde Staten
Deze lijst van golfbanen in de Verenigde Staten geeft een overzicht van golfbanen die gevestigd zijn in de Verenigde Staten en onderverdeeld zijn in hun staten. De Amerikaanse golffederatie, de "United States Golf Association, erkent tot op heden meer dan 8500 golfbanen.
Deze (incomplete) lijst bevat alleen golfbanen die gebruikt werden voor grote golftoernooien, dat georganiseerd werd door verscheidene "PGA Tours", vooral de Amerikaanse PGA Tour.

## Alabama
- Mobile Country Club, Mobile
- Shoal Creek Country Club, Birmingham

## Arizona
- Arizona Country Club, Phoenix
- El Rio Golf Course, Tucson
- Forty Niner Country Club, Tucson
- Grayhawk Golf Club, Scottsdale
- Omni Tucson National Resort, Tucson
- Phoenix Country Club, Phoenix
- Randolph Park Municipal, Tucson
- The Gallery at Dove Mountain, Marana
- The Golf Club at Dove Mountain, Marana
- TPC StarPass, Tucson
- TPC Scottsdale, Scottsdale

## Arkansas
- Hot Springs Country Club, Hot Springs

## Californië
- Bakersfield Country Club, Bakersfield
- Bermuda Dunes Country Club, Bermuda Dunes
- Brookside Golf Club, Pasadena
- Classic Club, Palm Desert
- CordeValle Golf Club, San Martin
- Cypress Point Club, Pebble Beach
- Eldorado Country Club, Indian Wells
- El Caballero Country Club, Encino
- Harding & Wilson Municipal Golf Course, Los Angeles
- Hillcrest Country Club, Los Angeles
- Indian Ridge Country Club, Palm Desert
- Indian Wells Country Club, Indian Wells
- La Costa Country Club, Carlsbad
- La Quinta Country Club, La Quinta
- Los Angeles Country Club, Los Angeles
- Mission Hills Country Club, Rancho Mirage
- Monterey Peninsula Country Club, Pebble Beach
- Palm Desert Resort Country Club, La Quinta
- Pebble Beach Golf Links, Pebble Beach
- PGA West Private Golf Courses, La Quinta
- Poppy Hills Golf Course, Pebble Beach
- Rancho Park Golf Course, Los Angeles
- Rancho Santa Fe Golf Club, Rancho Santa Fe
- Riviera Country Club, Pacific Palisades
- San Diego Country Club, Chula Vista
- San Joaquin Country Club, Fresno
- Sherwood Country Club, Thousand Oaks
- SilverRock Resort, La Quinta
- Silverado Country Club, Napa
- Spyglass Hill Golf Course, Pebble Beach
- Sunol Valley Golf Courses, Sunol
- Tamarisk Country Club, Rancho Mirage
- The Olympic Club, San Francisco
- The Country Club of Rancho Bernardo, San Diego
- Thunderbird Country Club, Rancho Mirage
- Torrey Pines Golf Course, San Diego
- TPC Harding Park, San Francisco
- Valencia Country Club, Valencia
- Wilshire Country Club, Los Angeles

## Colorado
- Castle Pine Golf Club, Castle Rock
- Cherry Hills Country Club, Englewood
- Denver Country Club, Denver
- Meadow Hills Golf Course, Denver
- Wellshire Golf Course, Denver

## Connecticut
- TPC River Highlands, Hartford
- TPC Connecticut, Hartford
- Wethersfield Country Club, Hartford

## Florida
- Bay Hill Club & Lodge, Orlando
- BallenIsles Country Club, Palm Beach Gardens
- Biltmore Golf Course, Coral Gables
- Country Club of Coral Springs, Coral Springs
- Country Club at Mirasol, Palm Beach Gardens
- Country Club of Miami, Miami
- Deerwood Country Club, Jacksonville
- Doral Golf Resort & Spa, Miami
- Heron Bay Golf Club, Coral Springs
- Hidden Hills Country Club, Jacksonville
- Hyde Park Golf Club, Jacksonville
- Innisbrook Golf Resort, Palm Harbor
- Inverrary Country Club, Lauderhill
- Killearn Country Club, Tallahassee
- Lake Nona Golf & Country Club, Orlando
- Palm Aire Country Club of Sarasota, Sarasota
- Pensacola Country Club, Pensacola
- Perdido Bay Country Club, Pensacola
- PGA National Golf Club, Palm Beach Gardens
- Rio Pinar Country Club, Orlando
- Sawgrass Country Club, Ponte Vedra Beach
- Tesoro Club, Port St. Lucie
- The Conservatory, Palm Coast
- Tiger Point Golf & Country Club, Gulf Breeze
- TPC at Sawgrass, Ponte Vedra Beach
- TPC Eagle Trace, Coral Springs
- TPC Heron Bay, Coral Springs
- Walt Disney World Resort Golf, Lake Buena Vista
- Weston Hills Country Club, Weston

## Georgia
- Atlanta Athletic Club, Duluth
- Atlanta Country Club, Atlanta
- Augusta National Golf Club, Augusta
- Callaway Gardens Resort, Pine Mountain
- Cherokee Town & Country Club, Atlanta
- East Lake Golf Club, Atlanta
- Golf Club of Georgia, Alpharetta
- Green Island Country Club, Columbus
- Sea Island Golf Club, St. Simons
- TPC Sugarloaf, Duluth

## Hawaii
- Kapalua Resort, Kapalua
- Waialae Country Club, Honolulu

## Idaho
- Hillcrest Country Club, Boise

## Illinois
- Butler National Golf Club, Oak Brook
- Chicago Golf Club, Chicago
- Cog Hill Golf & Country Club, Lemont
- Crawford Country Club, Robinson
- Glen View Club, Golf
- Kemper Lakes Golf Club, Hawthorn Woods
- Medinah Country Club, Medinah
- Midlothian Country Club, Midlothian
- North Shore Country Club, Glenview
- Oakwood Country Club, Coal Valley
- Olympia Fields Country Club, Olympia Fields
- Onwentsia Club, Lake Forest
- Skokie Country Club, Glencoe
- Sunset Ridge Country Club, Winnetka
- Tam O’Shanter Golf Course, Niles
- TPC Deere Run, Silvis

## Indiana
- Crooked Stick Golf Club, Carmel
- Speedway Golf Course, Indianapolis

## Iowa
- Crow Valley Golf Club, Davenport

## Kentucky
- Valhalla Golf Club, Louisville

## Louisiana
- City Park Golf Courses, New Orleans
- English Turn Golf & Country Club, New Orleans
- Lakewood Golf Club, New Orleans
- Oakbourne Country Club, Lafayette
- TPC Louisiana, New Orleans

## Maine
Geen

## Maryland
- Baltimore Country Club, Lutherville-Timonium
- Columbia Country Club, Chevy Chase
- Congressional Country Club, Bethesda
- Indian Springs Country Club, Silver Spring
- TPC Potomac at Avenel, Potomac

## Massachusetts
- Brae Burn Country Club, West Newton
- Charles River Country Club, Newton
- Myopia Hunt Club, Boston
- Pleasant Valley Country Club, Sutton
- The Country Club, Brookline
- TPC Boston, Norton
- Worcester Country Club, Worcester

## Michigan
- Flint Golf Club, Flint
- Oakland Hills Country Club, Birmingham
- Warwick Hills Country Club, Grand Blanc

## Minnesota
- Hazeltine National Golf Club, Chaska
- Interlachen Country Club, Edina
- Minikahda Club, Minneapolis

## Mississippi
- Annandale Golf Club, Madison
- Great Southern Golf Club, Gulfport
- Hattiesburg Country Club, Hattiesburg

## Missouri
- Bellerive Country Club, St. Louis
- Norwood Hills Country Club, Normandy
- St. Louis Country Club, Ladue
- Sunset Country Club, St. Louis

## Nevada
- Desert Inn Country Club, Las Vegas
- Las Vegas Country Club, Las Vegas
- Las Vegas National Golf Club, Las Vegas
- Montrêux Golf & Country Club, Reno
- Paradise Valley Country Club, Las Vegas
- Sahara Nevada Country Club, Las Vegas
- Stardust Country Club, Las Vegas
- TPC Summerlin, Las Vegas
- Wynn Golf & Country Club, Las Vegas

## New Jersey
- Baltusrol Golf Club, Springfield
- Englewood Golf Club, Englewood
- Liberty National Golf Club, Jersey City
- Upper Montclair Country Club, Clifton

## New York
- Atunyote Golf Club, Verona
- Bethpage State Park Golf Courses, Farmingdale
- Country Club of Buffalo, Buffalo
- Deepdale Country Club, Great Neck
- En Joie Golf Club, Endicott
- Fresh Meadow Country Club, Lake Success
- Garden City Golf Club, Nassau County
- Glens Falls Country Club, Glens Falls
- Green Lakes State Park Golf Club, Syracuse
- Inwood Country Club, Inwood
- Meadow Brook Country Club, Westbury
- National Golf Links of America, Long Island
- Normanside Country Club, Delmar
- Oak Hill Golf Club, Rochester
- Shaker Ridge Country Club, Loudonville
- Shinnecock Hills Golf Club, Southampton
- Westchester Country Club, Harrison
- Winged Foot Golf Club, Mamaroneck
- Wykagyl Country Club, New Rochelle

## North Carolina
- Cape Fear Country Club, Wilmington
- Country Club of North Carolina, Pinehurst
- Forest Oaks Country Club, Greensboro
- Hope Valley Country Club, Durham
- MacGregor Downs Country Club, Cary
- Pinehurst Resort, Pinehurst
- Quail Hollow Club, Charlotte
- Sedgefield Country Club, Greensboro
- Starmount Forest Country Club, Greensboro
- Tanglewood Golf Club, Clemmons

## Ohio
- Aurora Golf Club, Aurora
- Beechmont Country Club, Cleveland
- Canterbury Golf Club, Cleveland
- Firestone Country Club, Akron
- Golf Center at Kings Island, Mason
- Highland Park Municipal Golf Course, Highland Hills
- Inverness Club, Toledo
- Jack Nicklaus Golf Center, Mason
- Kenwood Country Club, Cincinnati
- Lakewood Country Club, Westlake
- Manakiki Country Club, Willoughby Hills
- Muirfield Village Golf Club, Dubin
- Scioto Country Club, Columbus
- Seneca Golf Course, Cleveland
- Tanglewood Golf Club, Perrysburg

## Oklahoma
- Dornick Hills Golf & Country Club, Ardmore
- Oak Tree Golf Club, Edmond
- Southern Hills Country Club, Tulsa

## Oregon
- Bandon Dunes Golf Resort, Bandon
- Portland Golf Club, Portland

## Pennsylvania
- Laurel Valley Golf Club, Ligonier
- Merion Golf Club, Ardmore
- Nemacolin Woodlands Resort, Farmington
- Oakmont Country Club, Oakmont
- Philadelphia Country Club, Gladwyne
- St. Martin's Golf Course, Philadelphia
- Waynesborough Country Club, Paoli
- Whitemarsh Valley Country Club, Montgomery County

## Rhode Island
- Newport Country Club, Newport

## South Carolina
- Harbour Town Golf Links, Hilton Head Island

## Tennessee
- Colonial Country Club, Memphis
- Council Fire Golf Club, Chattanooga
- TPC Southwind, Germantown
- Valley Brook Golf & Country Club, Chattanooga

## Texas
- Brackenridge Park Golf Course, San Antonio
- BraeBurn Country Club, Houston
- Champions Golf Club, Houston
- Colonial Country Club, Fort Worth
- Dallas Country Club, Dallas
- El Paso Country Club, El Paso
- Dos Lagos Golf Club, El Paso
- Underwood Golfcourse, Sunrise,El Paso
- Fairway Oaks Country Club, Abilene
- Fort Sam Houston Golf Course, San Antonio
- Four Seasons Resort & Club Dallas at Las Colinas, Irving
- Golf Club of Houston, Humble
- Henry Homberg Golf Course, Beaumont
- La Cantera Golf Club, San Antonio
- Lakewood Country Club, Dallas
- Memorial Park Golf Course, Houston
- Oak Hills Country Club, San Antonio
- Pecan Valley Golf Club, San Antonio
- Pine Forest Country Club, Houston
- Preston Trail Golf Club, Dallas
- Quail Valley Golf Course, Houston
- Redstone Golf Club, Humble
- River Oaks Country Club, Houston
- Sharpstown Park Golf Course, Houston
- The Golf Club of Dallas, Dallas
- The Woodlands Country Club, The Woodlands
- TPC Las Colinas, Irving
- TPC San Antonio, San Antonio
- TPC The Woodlands, The Woodlands
- Westwood Golf Club, Houston
- Willow Springs Golf Course, San Antonio
- Woodlake Golf Club, San Antonio

## Virginia
- Kingsmill Golf Club, Williamsburg

## Washington
- Fircrest Golf Club, Tacoma
- Indian Canyon Golf Course, Spokane
- Sahalee Country Club, Sammamish
- Seattle Golf Club, Shoreline

## West Virginia
- The Greenbrier Golf Club, White Sulphur Springs
- The Old White TPC, White Sulphur Springs

## Wisconsin
- Brown Deer Park Golf Club, Milwaukee
- Erin Hills Golf Course, Erin
- North Hills Country Club, Menomonee Falls
- Northshore Country Club, Mequon
- Tripoli Golf Club, Milwaukee
- Tuckaway Country Club, Franklin
- Whistling Straits Golf Club, Haven